# Trogloiulus binii
Trogloiulus binii är en mångfotingart som beskrevs av Henrik Enghoff 1985. Trogloiulus binii ingår i släktet Trogloiulus och familjen kejsardubbelfotingar. Inga underarter finns listade i Catalogue of Life.